# Marjorie Townsend
Marjorie Trees Townsend (rodným jménem Rhodes; 12. března 1930 – 4. dubna 2015) byla americká elektroinženýrka a první žena, která řídila start kosmické lodi v National Aeronautics and Space Administration (NASA). To je americký Národní úřad pro letectví a vesmír zodpovědný za civilní kosmický program, všeobecný výzkum vesmíru a za výzkum v oblasti letectví.
V roce 1970 Marjorie řídila program Small Astronomy Satellite (SAS), jednoduchých satelitů vysílaných k provádění důležitých vědeckých misí s minimálními náklady. Satelity nesly sadu citlivých přístrojů určených k mapování zdrojů rentgenového záření jak uvnitř, tak i mimo naši vlastní galaxii, Mléčnou dráhu.

## Vzdělání
Marjorie se narodila roku 1930 ve Washingtonu, D.C. jako jediné dítě svých rodičů. Ve škole vynikala v matematice a vědě. Přeskočila několik ročníků a absolvovala střední školu ve věku 15 let.
V témže věku v roce 1945 začala studovat na Univerzitě George Washingtona (GWU). Byla jedinou ženou mezi všemi muži, kteří po druhé světové válce začali studovat. Ve třetím ročníku se seznámila se studentem medicíny Charlesem Townsendem a v červnu v roce 1948 se vzali.
Absolvovala v roce 1951 a stala se tak první ženou, která získala inženýrský titul na Univerzitě George Washingtona.

## Kariéra

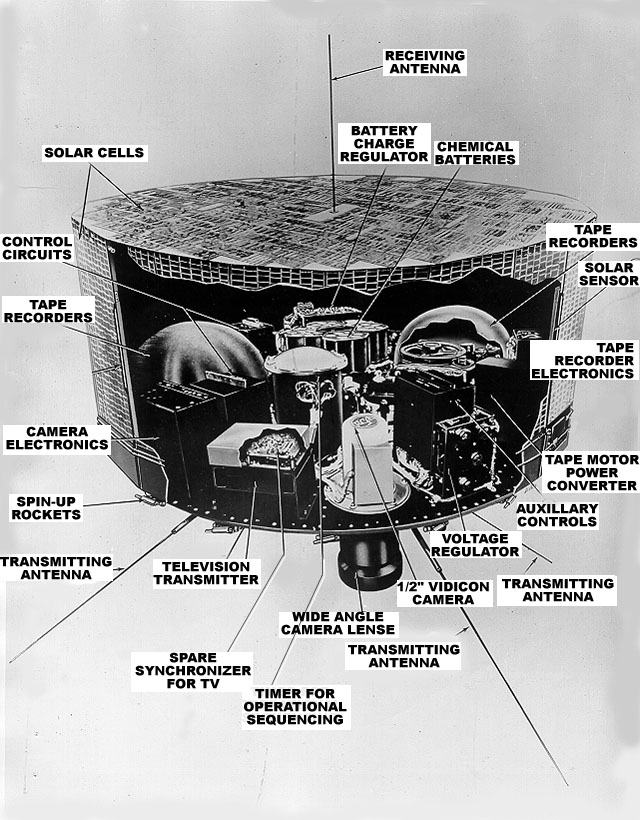
Struktura meteorologické družice Tiros 1

- Struktura meteorologické družice Tiros 1Po roce 1951 na začátku své kariéry pracovala pro National Institute of Standards and Technology a v Naval Research Laboratory.
- V roce 1959 nastoupila do NASA a začala tam pracovat na meteorologických družicích jako byl TIROS-1 a Nimbus. TIROS-1 (Television Infrared Observation Satellite) byla první úspěšně provozovaná meteorologická družice a první družice z programu TIROS . Družice byla vynesena raketou Thor Able 1. dubna 1960 z mysu Canaveral na Floridě.
- Marjorie byla spoluvynálezcem digitálního telemetrického systému, patentovaného v roce 1968, který byl součástí meteorologického satelitu programu Nimbus.
- Stala se první ženou, která pracovala jako projektová manažerka kosmické lodi v Goddard Spaceflight Center.

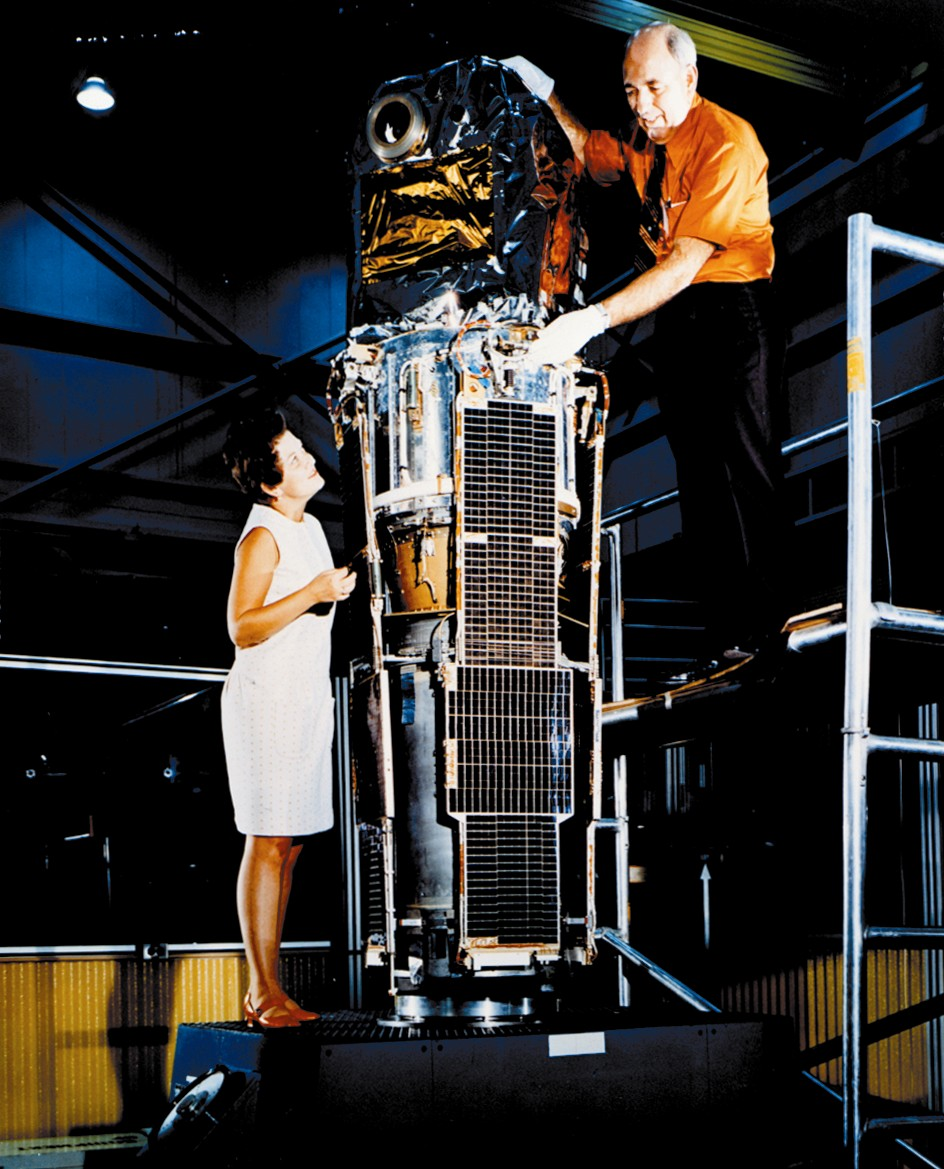
Marjorie Townsend diskutuje o výkonu družice Uhuru (X-ray Explorer) s Brunem Rossim během předletových testů v Goddardově středisku kosmických letů NASA.

- Marjorie Townsend diskutuje o výkonu družice Uhuru (X-ray Explorer) s Brunem Rossim během předletových testů v Goddardově středisku kosmických letů NASA.Marjorie byla zodpovědná za první satelit navržený pro rentgenovou astronomii – Uhuru, což ve svahilštině znamená svoboda, protože byl vypuštěn u pobřeží Keni na keňský Den nezávislosti. Stalo se tak v roce 1970 na základě italského vesmírného programu z platformy San Marco (mobilní startovací platforma umístěná v mezinárodních vodách u pobřeží východní Afriky). Byla to první americká kosmická loď, která byla vypuštěna mimo Spojené státy. Uhuru je také známý jako Explorer 42 a X-ray Explorer a zmapoval vesmír v rentgenových vlnových délkách a objevil rentgenové pulsary a důkazy o černých dírách.
- V roce 1970 spolupracovala s Brunem Rossim a laureátem Nobelovy ceny Riccardem Giacconim na programu Small Astronomy Satellite (SAS), což bylo vyvrcholením její kariery. Marjorie řídila tento program jednoduchých satelitů vysílaných k provádění důležitých vědeckých misí s minimálními náklady. Satelity nesly sadu citlivých přístrojů určených k mapování zdrojů rentgenového záření jak uvnitř, tak i mimo naši galaxii - Mléčnou dráhu.

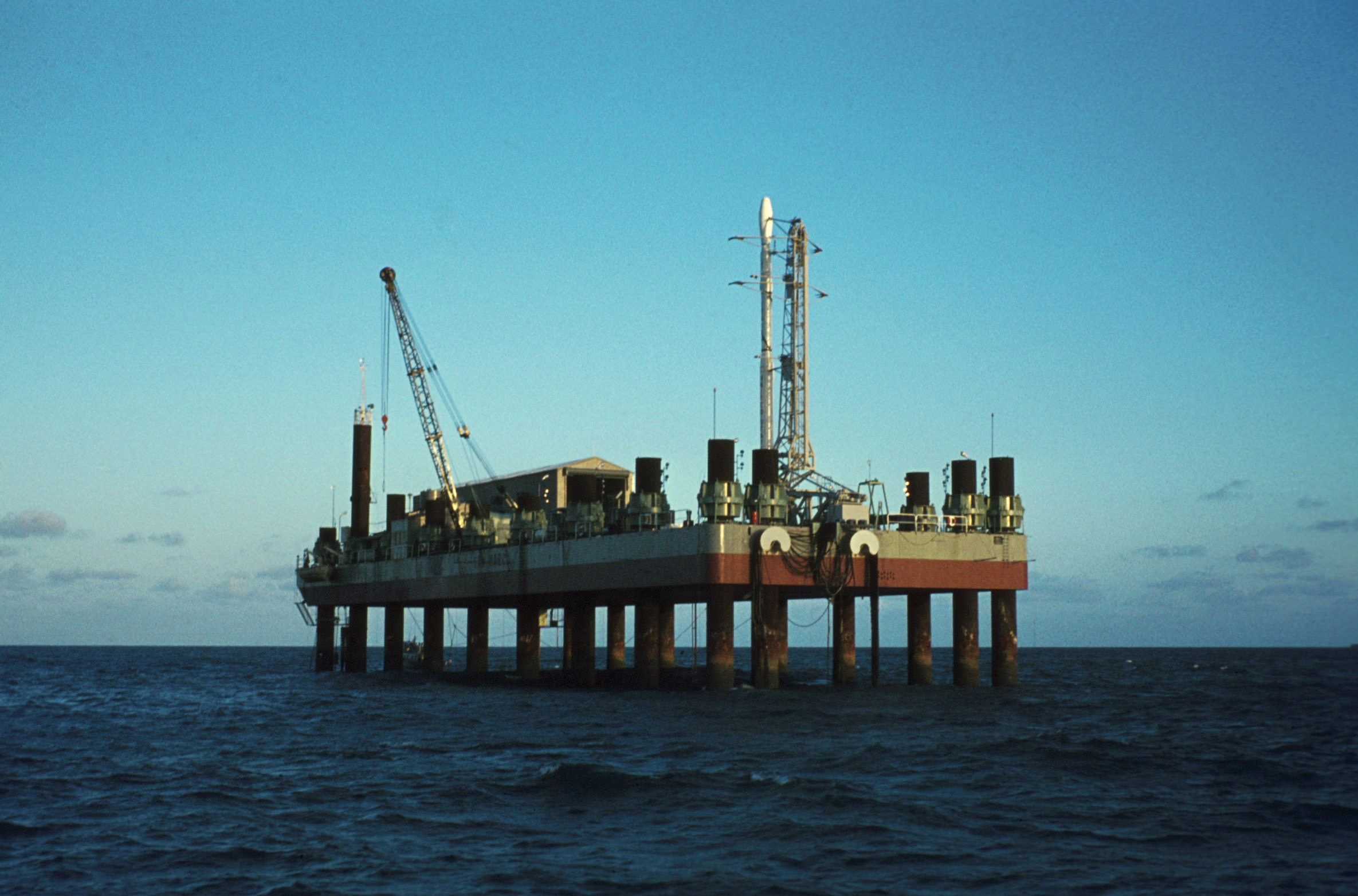
Platforma San Marco (italská mobilní startovací rampa umístěná v mezinárodních vodách u pobřeží východní Afriky).

- Platforma San Marco (italská mobilní startovací rampa umístěná v mezinárodních vodách u pobřeží východní Afriky).V roce 1980 Marjorie odešla z NASA. Za svou práci obdržela medaili za výjimečnou službu a medaili za vynikající vedení.
- Od roku 1990 působila jako ředitelka inženýrství vesmírných systémů (Space Systems Engineering) pro BDM International a byla viceprezidentkou společnosti Space America.
- V roce 1993 odešla do důchodu.

## Členství a vyznamenání
- Marjorie byla prezidentkou Washingtonské akademie věd.
- Byla členkou Institutu elektrotechnických a elektronických inženýrů a předsedala místní pobočce Amerického institutu pro letectví a astronautiku.
- Byla členkou The American Academy of Arts and Sciences (AAA&S).
- V roce 1970 dostala rytířský řád Italské republiky za její přínos k americko-italskému vesmírnému úsilí.
- V roce 1972 byla za svou práci na Uhuru jmenována rytířem řádu Italské republiky.
- V roce 1976 byla jmenována významnou absolventkou Univerzity George Washingtona.
- V roce 2006 byla uvedena do inženýrské síně slávy na své alma mater.

## Osobní život a odkaz
Marjorie se provdala v roce 1948 za studenta mediciny Charlese E. Townsenda. Žili ve čtvrti Cleveland Park ve Washingtonu DC v domku, který si s manželem koupili v roce 1957. Měli spolu čtyři syny a 11 vnuků. V roce 2001 Marjorie ovdověla. V roce 2015 zemřela ve věku 85 let.
V knihovně speciálních sbírek na Virginia Polytechnic Institute and State University jsou uloženy doklady o její práci a životě Marjorie Rhodes Townsend Papers.